# 게고 단층
게고 단층(일본어: 警固断層 게고단소[*])는 일본 후쿠오카현 서북부의 하카타만에서 후쿠오카시 중심부를 거쳐 지쿠시노시까지 이어지는 길이 약 27 km의 단층이다. 여기에 서북쪽 연장선상에 있는 해저에는 2005년 후쿠오카현 서쪽 해역 지진을 일으킨 해저 활단층이 있다. 두 단층을 이으면 총 길이는 55 km이며, 이 둘을 합쳐 게고 단층대(警固断層帯)라고 부른다. 단층의 이름은 후쿠오카의 지명인 게고에서 유래했다.
일본 지진조사위원회의 2007년 보고서에 따르면 게고 단층의 가장 마지막 활동 시기는 약 3,400-4,000년 전, 매 회 지진의 규모는 약 M7.2로 추정된다. 2008년 지진조사위원회에 따르면 지진이 발생했을 경우 후쿠오카평야의 광범위한 지역에 일본 기상청 진도 기준 6약의 심한 흔들림이 있을 것으로 추정되며, 2012년 후쿠오카현의 피해 상정도에서는 사망자가 약 1,200명, 건물 완전 붕괴 약 18,000동으로 추정하고 있다. 일본 지진조사연구추진본부의 활단층 장기 평가에서는 지진 발생 확률이 매우 높은 S급 단층으로 두고 있다.

## 지진 발생 확률
2021년 기준 일본 지진조사연구추진본부는 게고 단층대로 하나로 묶고, 2005년 지진을 일으킨 서북부 단층과 육지에 있는 동남부 단층으로 나눠서 평가하고 있다. 서북부 단층은 평균 활동 간격이 불분명해 지진 발생 확률을 구할 수 없는 X급 단층으로 구분했으나, 가장 최근 지진이 2005년으로 매우 최근이기 때문에 가까운 시일 내의 지진 발생 확률은 매우 낮다고 추정하고 있다. 동남부 단층의 경우 2021년 1월 1일 기준 30년 내에는 발생 확률이 0.3-6% 정도이며, 50년 내 발생 확률은 0.4-9%, 100년 내 발생 확률은 0.9-20%라고 추정하였다. 또한 두 단층대가 한번에 연동할 경우 추정되는 최대 규모는 M7.7 정도로 추정된다.
| 구역               | 지진 종류                | 2021년 1월 1일 기준 | 2021년 1월 1일 기준 |
| 구역               | 지진 종류                | 규모(M)             | 30년 내 발생 확률   |
| 게고 단층 (서북부) | 직하형지진 주요 활단층대 | M7.0 정도           | -                   |
| 게고 단층 (동남부) | 직하형지진 주요 활단층대 | M7.2 정도           | 0.3 - 6%            |

## 단층

### 발견과 조사
게고 단층의 존재가 확인된 것은 1970년대 말로 후쿠오카 도시권의 지반도를 작성하기 위해 조사를 실시한 규슈 대학 연구진들과 지질 컨설턴트 회사들이 단층을 확인했고 1981년 게고 단층으로 명명하였다.
1995년 일어난 효고현 남부 지진 이후인 1996년 후쿠오카현이 실시한 조사에서는 가장 최근의 지진 활동을 약 17,000년 전에서 3,000년 전 사이로 추정했다. 이 밖에 있었던 이전 지진 활동은 16,000년 전부터 10,000년 전에 있었으며 평균 지진 활동 간격은 약 16,000년, 평균 변위 속도는 1천년당 0.1 m로 활동도를 B급으로 추정하였다.
2005년 후쿠오카현 서쪽 해역 지진이 일어나자 당시 게고 단층은 육지 위에만 있었다고 추정했지만 게고 단층의 연장선 위 해역에 여진이 분포한 것을 보고 지진과 단층 사이 연관성에 대한 주장이 나오기 시작했다. 지진 후에 여러 조사를 진행하여 기존에 알려져 있던 것보다 활동 간격이 짧은 것으로 판명되어 이 결과를 토대로 2007년 지진조사위원회가 평가를 실시했다.

### 게고 단층대
단층대 동남부의 게고 단층은 길이 27 km이다. 서북쪽 끝은 북위 33° 39′  동경 130° 19′  / 북위 33.650°  동경 130.317°  지점으로 시카노섬 동남쪽 약 1 km 해저 부근에 있다. 이 지점에서 하카타만 건너 후쿠오카시 주오구에 이르기까지 약 8 km의 구간은 음파 탐사를 통해 특정 단층이 계속 이어지고 있으며 이 구간의 중앙 지점에서는 2006년 채굴 조사를 통해 활단층이 존재함이 확인되었다.
육지에서는 시굴 조사를 통해 특정 단층의 서북단이 주오구에서 마이즈루시로 동남쪽 방향을 향해 단층이 이어진 것으로 추정된다. 주오구 야쿠인에서도 2001년 시굴 조사를 통해 활단층이 존재함을 확인했다. 야쿠인역 부근에서 오하시역 부근에 이르기까지 니시테쓰 덴진오무타선과 활단층이 거의 일직선상으로 비슷하게 이어지며 여기서 미나미구로 이어진다. 나카가와강을 횡단하고 나서 항공자위대의 가스가 기지 부근까지는 지방도 제31호선과 일직전상으로 이어지며 여기서 가스가시까지 이어진다.
그 다음으로 단층의 위치를 확인한 곳은 오노조시 가미오리로 토지 조사로 단층을 확인한 것 외에도 2007년 시굴 조사로 활단층의 존재를 확인하였다. 도시권 활단층도에 따르면 가미오리 부근에서는 500 m 동쪽 방향, 더군다나 1 km 동쪽 방향 지점에도 모두 주향이동단층이 존재하며 총 3개의 주향단층이 나란히 이어져 있다. 동쪽의 2개 단층은 7세기 중반에 쌓은 미즈키 유적 양 끝에 있으나 미즈키 터가 움직이지 않은 것으로 보아 최소 7세기 중엽 이후부터는 단층이 움직이지 않은 것으로 추정된다.
약 2 km 동남쪽에 있는 다자이후시 오자노에서도 1996년 시추 및 시굴 조사를 통해 활단층의 존재를 확인했다. 동남쪽 끝은 북위 33° 28′  동경 130° 32′  / 북위 33.467°  동경 130.533°  지점으로 지쿠시노시 덴진오무타선의 사쿠라다이역 남쪽 인근 지역이다.
단층면의 깊이는 가장 깊은 곳이 약 15 km이며 주향 방향은 진북쪽에서 서쪽으로 약 50도 정도로 기울어진 거의 서북-동남쪽 방향이고 직선으로 뻗은 좌횡단층이지만 서남쪽으로 융기하는 성분도 약간 존재하는 것으로 추정된다.

### 후쿠오카현 서북쪽 해역 단층
단층대 동북부 단층의 길이는 25 km이다. 서북단 끄트머리는 북위 33° 48′  동경 130° 05′  / 북위 33.800°  동경 130.083°  지점으로 오로노섬 남남동쪽 해역 약 8 km, 이키섬 동쪽 약 30 km 지점 겐카이나다 해역이다. 동남쪽 끄트머리 지점은 북위 33° 40′  동경 130° 18′  / 북위 33.667°  동경 130.300°  지점으로 시카노섬 남쪽 인근 해역이다. 단층면 분포는 2005년 후쿠오카현 서쪽 해역 지진의 여진 분포와 비슷할 것으로 추정하고 있으며 겐카이섬 북단 1-2 km 해역을 통과하는 것으로 추정된다.
단층면의 깊이는 가장 깊은 곳이 약 15 km이며 주향 방향은 진북쪽에서 서쪽으로 약 60도 기울어진 거의 직선 모양이지만 서북단 끄트머리와 동남단 끄트머리는 약간 시계방향으로 굴곡져 있는 좌횡단층으로 추정된다.

## 인근 단층대와의 연관성
게고 단층대의 서북부에서 약 5 km 떨어진 겐카이나다 해역에는 시카노섬 해역 단층이 있다. 주향은 북북서 방향과 거의 평행하며 변위도 똑같은 좌향 방향의 주향이동단층으로 게고 단층과는 서로 다른 단층으로 파악하고 있지만 두 단층의 연관성은 계속 논의되고 있다.
이 외에도 후쿠오카현 서북부에는 게고 단층과 거의 평행하게 서북-동남 방향의 주향을 가지는 활단층이 여러 개 있다. 게고 단층에서 약 15 km 동남쪽에는 우미 단층이, 약 40 km 동쪽에는 니시야마 단층대가, 약 15 km 남쪽에는 히나타토게-오카사기토게 단층대가 있다.

## 같이 보기
- 후쿠오카현 서쪽 해역 지진

## 참고 문헌
- 「警固（けご）断層帯の長期評価について」、地震調査研究推進本部 地震調査委員会、2007年3月19日
- 「警固（けご）断層帯（南東部）の地震を想定した強震動評価について」、地震調査研究推進本部 地震調査委員会、2008年4月11日
- 「福岡県地震に関する防災アセスメント調査報告書 보관됨 2015-02-16 - 웨이백 머신」、福岡県、2012年3月
- 国土地理院 都市圏活断層図 九州地域 167 福岡
- 鬼木史子 (1996). “福岡市域の警固断層の詳細位置と地下形態”. 《活断層研究》 (日本活断層学会) 1996 (15): 37–47. doi:10.11462/afr1985.1996.15_37.